# Tour der neuseeländischen Rugby-Union-Nationalmannschaft nach New South Wales 1924
| Tour der All Blacks nach New South Wales 1924 | Tour der All Blacks nach New South Wales 1924 | Tour der All Blacks nach New South Wales 1924 | Tour der All Blacks nach New South Wales 1924 | Tour der All Blacks nach New South Wales 1924 |
| Übersicht                                     | S                                             | G                                             | U                                             | N                                             |
| --------------------------------------------- | --------------------------------------------- | --------------------------------------------- | --------------------------------------------- | --------------------------------------------- |
| Sonstige Spiele                               | 8                                             | 4                                             | 0                                             | 2                                             |
| Gesamt                                        | 8                                             | 4                                             | 0                                             | 2                                             |

Die Tour der neuseeländischen Rugby-Union-Nationalmannschaft nach New South Wales 1924 umfasste eine Reihe von Freundschaftsspielen der All Blacks, der Nationalmannschaft Neuseelands in der Sportart Rugby Union. Das Team reiste im Juli 1924 durch den australischen Bundesstaat New South Wales, wobei es sechs Spiele bestritt. Dazu gehörten zwei Spiele in Neuseeland zum Abschluss.
Nach dem Ersten Weltkrieg war der Rugby-Union-Spielbetrieb in Australien zunächst nur in New South Wales wieder aufgenommen worden (viele Spieler wechselten zu Rugby League, vor allem in Queensland), sodass offizielle Test Matches mit der australischen Nationalmannschaft erst 1929 wieder stattfanden. 1986 sprach die Australian Rugby Union den Spielen, welche das Auswahlteam New South Wales Waratahs zwischen 1920 und 1928 gegen internationale Mannschaften bestritten hatte, den Status von Test Matches zu, während die New Zealand Rugby Union diese Spiele bis heute nicht als solche anerkennt. 
Diese Tour diente in erster Linie als Vorbereitung auf die unmittelbar darauf folgende Tour nach Europa und Kanada, die bis Februar 1925 dauerte.

## Spielplan
- Hintergrundfarbe grün = Sieg
- Hintergrundfarbe rot = Niederlage

(Ergebnisse aus der Sicht Neuseelands)
| # | Datum         | Gegner                           | Ort              | Stadion              | Ergebnis |
| - | ------------- | -------------------------------- | ---------------- | -------------------- | -------- |
| 1 | 05. Juli 1924 | New South Wales Waratahs         | Sydney           | Sydney Showground    | 16:20    |
| 2 | 09. Juli 1924 | Metropolitan Union               | Sydney           | Sydney Showground    | 38:5     |
| 3 | 12. Juli 1924 | New South Wales Waratahs         | Sydney           | Sydney Showground    | 21:5     |
| 4 | 16. Juli 1924 | New South Wales Waratahs         | Sydney           | Sydney Sports Ground | 38:8     |
| 5 | 23. Juli 1924 | Auckland Rugby Football Union    | Auckland         | Eden Park            | 3:14     |
| 6 | 26. Juli 1924 | Horowhenu & Manawatu Rugby Union | Palmerston North | Showgrounds Oval     | 27:12    |

## Anmerkung
1. 1 2 3  Wird nur vom australischen Verband als Test Match anerkannt, jedoch nicht vom neuseeländischen Verband.